# Billie Jean King Cup 2021
Billie Jean King Cup 2021, oficiálně se jménem sponzora Billie Jean King by BNP Paribas 2021, představoval 58. ročník ženské tenisové týmové soutěže ve Billie Jean King Cupu, největší každoročně pořádané kolektivní události v ženském sportu. Ročník, do něhož se přihlásilo 116 týmů, byl v důsledku koronavirové pandemie rozložen do dvou kalendářních let 2020 a 2021. Původně měl být dohrán v červnu 2020.
Soutěž navázala na změny herního formátu v mužském Davis Cupu. V červnu 2019 Mezinárodní tenisová federace oznámila, že dvě světové skupiny nahradil jednotýdenní finálový turnaj na neutrální půdě. Finále se účastnilo dvanáct týmů, z nichž osm do něj postoupilo z únorového kvalifikačního kola. Kvalifikace se zúčastnilo šestnáct týmů. Každý duel v ní hostil jeden z dvojice týmů na domácí půdě. Zbylá čtyři místa pro finále připadla finalistům Fed Cupu 2019, hostitelské zemi a jeden výběr obdržel divokou kartu. Osm vítězů šestnáctičlenné baráže si zajistilo účast v kvalifikačním kole 2022 a poražení sestoupili do 1. skupin zón 2022. Zachována byla skupinová struktura tří kontinentálních zón, s barážemi o postup a sestup.
Během září 2020 byla oznámena změna názvu soutěže, když dosavadní Fed Cup byl nahrazen Billie Jean King Cupem na počest americké tenistky a bojovnice za ženská práva Billie Jean Kingové. Mezistátní zápasy finále a zonálních skupin byly hrány jediný den do dvou vítězných bodů, s dvěma dvouhrami a závěrečnou čtyřhrou. Mezistátní utkání kvalifikačního kola a baráže probíhaly do tří vítězných bodů v rámci dvou dnů, se čtyřmi dvouhrami a závěrečným deblem. Kapitáni družstev mohli nominovat až pět hráček. Ve třetí rozhodující sadě všech zápasů následoval za stavu gemů 6–6 sedmibodový tiebreak.
Obhájce titulu Francie skončila na posledním 3. místě jedné ze čtyř základních skupin finálového turnaje v Praze. Vítězem ročníku se stalo Rusko hrající pod neutrálním statusem Ruské tenisové federace. Ve finále porazilo Švýcarsko 2–0 na zápasy. Rusky získaly pátý titul, když navázaly na triumfy z let 2004, 2005, 2007 a 2008. Po prosincovém triumfu Ruské tenisové federace v Davis Cupu 2021 se Rusko stalo čtvrtou zemí v historii, která ovládla obě týmové soutěže v jediném kalendářním roce. Navázalo tak na Spojené státy, Austrálii a Česko.

## Harmonogram

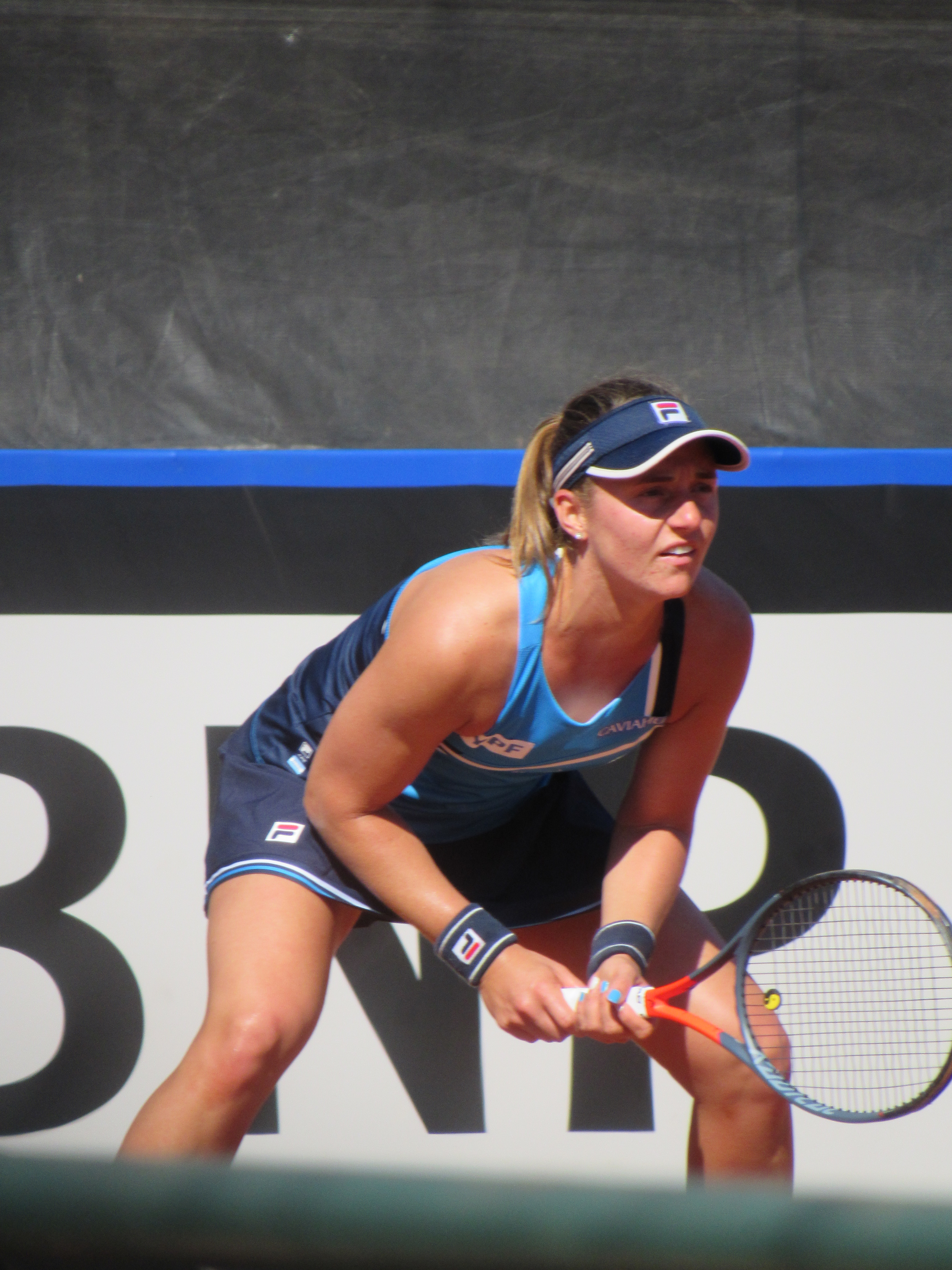
Argentinka Nadia Podoroská prohrála úvodní dvouhru córdobské světové baráže proti Kazachstánce Julii Putincevové

V důsledku koronavirové pandemie Mezinárodní tenisová federace 26. června 2020 oznámila, že finále bylo o rok odloženo. S přerušením probíhající tenisové sezóny v březnu 2020 nebyl již v daném roce odehrán žádný fedcupový zápas.
Prvním hracím termínem Fed Cupu 2020 se stal 4. až 8. únor 2020, kdy byla odehrána část 1. a 2. skupin kontinentálních zón. Zároveň se mezi 7. až 8. únorem premiérově konalo kvalifikační kolo. Debut finálového turnaje byl o rok odložen na 13. až 18. dubna 2021. Rovněž tak byla posunuta dvoudenní baráž na 5. až 6. února 2021. Části 2. a 3. skupin kontinentálních zón v týdenním formátu proběhly v roce 2021.

## Finále
- Místo konání: O2 Arena, Praha, Česko (tvrdý, hala)
- Datum: 1.–6. listopadu 2021

Finále se mělo uskutečnit v budapešťské Sportovní aréně Lászla Pappa na krytých antukových dvorcích. Původní termín 14. až 19. dubna 2020 byl v březnu téhož roku zrušen a finále nejdříve o rok odloženo. Ovšem ani v dubnovém termínu 2021 se neuskutečnilo. Budapešť se následně pořadatelství vzdala v květnu 2021. V srpnu 2021 ITF oznámila, že turnaj proběhne na počátku listopadu v pražské O2 Areně.
Finále se zúčastnilo dvanáct týmů:
- 2 finalisté 2019 (Austrálie, Francie)
- 1 tým na divokou kartu (Česko)[12]
- 1 tým pořadatelského státu (Maďarsko)
- 8 vítězů kvalifikačního kola hraného v únoru 2020

| Účastníci | Účastníci | Účastníci | Účastníci     | Účastníci | Účastníci |
| Austrálie | Belgie    | Bělorusko | Česko         | Francie   | Maďarsko  |
| Německo   | Rusko     | Slovensko | Spojené státy | Španělsko | Švýcarsko |
| --------- | --------- | --------- | ------------- | --------- | --------- |

### Formát
| Datum                | den                             | fáze                            | týmů                            | informace                       |
| -------------------- | ------------------------------- | ------------------------------- | ------------------------------- | ------------------------------- |
| 1.–4. listopadu 2021 | pondělí–čtvrtek                 | základní skupiny                | 12                              | 4 skupiny po 3 týmech           |
| 5. listopadu 2021    | pátek                           | semifinále                      | 4                               | 4 vítězově skupin               |
| 6. listopadu 2021    | sobota                          | finále                          | 2                               | 2 vítězově semifinále           |
| Výsledek             |                                 |                                 |                                 |                                 |
| Umístění             | účast                           | účast                           | účast                           | účast                           |
| 1.–2. místo          | účast ve finále 2022            | účast ve finále 2022            | účast ve finále 2022            | účast ve finále 2022            |
| 3.–12. místo         | účast v kvalifikačním kole 2022 | účast v kvalifikačním kole 2022 | účast v kvalifikačním kole 2022 | účast v kvalifikačním kole 2022 |

### Skupinová fáze
Dvanáct finalistů bylo rozděleno do čtyř tříčlenných skupin. Vítězové skupin postoupili do závěrečné vyřazovací fáze.
|  | postup do vyřazovací fáze |

| Skupina | 1. místo      | 1. místo | 1. místo | 1. místo | 2. místo  | 2. místo | 2. místo | 2. místo | 3. místo  | 3. místo | 3. místo | 3. místo |
| Skupina | tým           | MZ       | U        | S        | tým       | MZ       | U        | S        | tým       | MZ       | U        | S        |
| ------- | ------------- | -------- | -------- | -------- | --------- | -------- | -------- | -------- | --------- | -------- | -------- | -------- |
| A       | RTF           | 2–0      | 2–1      | 11–4     | Kanada    | 1–1      | 2–4      | 5–9      | Francie   | 0–2      | 2–4      | 6–9      |
| B       | Austrálie     | 2–0      | 4–2      | 8–7      | Belgie    | 1–1      | 3–3      | 8–7      | Bělorusko | 0–2      | 2–4      | 6–8      |
| C       | Spojené státy | 1–1      | 3–3      | 7–6      | Slovensko | 1–1      | 3–3      | 8–8      | Španělsko | 1–1      | 3–3      | 7–8      |
| D       | Švýcarsko     | 2–0      | 5–1      | 10–3     | Česko     | 1–1      | 3–3      | 7–7      | Německo   | 0–2      | 1–5      | 4–11     |

### Vyřazovací fáze
|  | Semifinále 5. listopadu | Semifinále 5. listopadu | Semifinále 5. listopadu |  |  | Finále 6. listopadu | Finále 6. listopadu | Finále 6. listopadu |
|  |                         |                         |                         |  |  |                     |                     |                     |
|  |                         | RTF                     | 2                       |  |  |                     |                     |                     |
|  |                         | Spojené státy           | 1                       |  |  |                     |                     |                     |
|  |                         |                         |                         |  |  |                     | RTF                 | 2                   |
|  |                         |                         |                         |  |  |                     | Švýcarsko           | 0                   |
|  |                         | Austrálie               | 0                       |  |  |                     |                     |                     |
|  |                         | Švýcarsko               | 2                       |  |  |                     |                     |                     |

#### Finále: Ruská tenisová federace vs. Švýcarsko
| | Ruská tenisová federace | 2 :                                                                                    | 0   | Švýcarsko |     |            |
| --- | ----------------------- | -------------------------------------------------------------------------------------- | --- | --------- | --- | ---------- |
| O2 arena, Praha, Česko 6. listopadu 2021 tvrdý (h) |                         |                                                                                        |     |           |     |            |
| \| \| \| \| 1. \| 2. \| 3. \| \| \| -- \| \| -------------------------------------------------------------------------------------- \| --- \| --- \| --- \| ---------- \| \| 1. \| \| Darja Kasatkinová Jil Teichmannová \| 6 2 \| 6 4 \| \| \| \| 2. \| \| Ljudmila Samsonovová Belinda Bencicová \| 3 6 \| 6 3 \| 6 4 \| \| \| 3. \| \| Jekatěrina Alexandrovová / Darja Kasatkinová Viktorija Golubicová / Stefanie Vögeleová \| \| \| \| nehrálo se \| \| \| \| \| \| \| \| \| \| \| \| \| \| \| \| \| \| \| \| \| \| \| \| \| \| \| \| \| \| \| \| \| \| \| \| \| \| \| \| \| |                         |                                                                                        |     |           |     |            |
| |                         |                                                                                        | 1.  | 2.        | 3.  |            |
| 1. |                         | Darja Kasatkinová Jil Teichmannová                                                     | 6 2 | 6 4       |     |            |
| 2. |                         | Ljudmila Samsonovová Belinda Bencicová                                                 | 3 6 | 6 3       | 6 4 |            |
| 3. |                         | Jekatěrina Alexandrovová / Darja Kasatkinová Viktorija Golubicová / Stefanie Vögeleová |     |           |     | nehrálo se |
| |                         |                                                                                        |     |           |     |            |
| |                         |                                                                                        |     |           |     |            |
| |                         |                                                                                        |     |           |     |            |
| |                         |                                                                                        |     |           |     |            |
| |                         |                                                                                        |     |           |     |            |

## Kvalifikační kolo
Kvalifikační kolo se konalo 7.–8. února 2020. Nastoupilo do něj šestnáct družstev, které vytvořily osm párů. Jednotlivé dvojice odehrály vzájemná mezistátní utkání. Jeden z členů dvojice hostil duel na domácí půdě. Vítězové postoupili do finále a na poražené čekala 16členná baráž hraná v roce 2021, v níž se jejich soupeři stali vítězové I. skupin tří kontinentálních zón.
Kvalifikačního kola se účastnilo šestnáct týmů:
- 2 poražení semifinalisté 2019
- 7 vítězů a poražených z baráže Světové skupiny 2019
(Česko obdrželo divokou kartu do finále)
- 4 vítězové baráže 2. světové skupiny 2019
- 3 nejvýše postavení poražení z baráže 2. světové skupiny 2019 dle žebříčku ITF k 29. červnu 2019

Týmy
1. Spojené státy (čtvrtfinále 2019, 2. ITF)
2. Bělorusko (semifinále 2019, 5. ITF)
3. Rumunsko (semifinále 2019, 6. ITF)
4. Německo (čtvrtfinále 2019, 7. ITF)
5. Španělsko (vítěz světové baráže 2019, 8. ITF)
6. Švýcarsko (poražený ze světové baráže 2019, 9. ITF)
7. Belgie (čtvrtfinále 2019, 10. ITF)
8. Velká Británie (vítěz 2. světové baráže 2019, 11. ITF)
9. Lotyšsko (poražený ze světové baráže 2019, 12. ITF)
10. Kanada (poražený ze světové baráže 2019, 13. ITF)
11. Japonsko (vítěz 2. světové baráže 2019, 14. ITF)
12. Slovensko (vítěz 2. světové baráže 2019, 15. ITF)
13. Rusko (vítěz 2. světové baráže 2019, 16. ITF)
14. Kazachstán (nejvýše postavený poražený z 2. světové baráže 2019, 17. ITF)
15. Brazílie (2. nejvýše postavený poražený z 2. světové baráže 2019, 18. ITF)
16. Nizozemsko (3. nejvýše postavený poražený z 2. světové baráže 2019, 19. ITF)

| Kvalifikační kolo – 7. a 8. února 2020 | Kvalifikační kolo – 7. a 8. února 2020 | Kvalifikační kolo – 7. a 8. února 2020 | Kvalifikační kolo – 7. a 8. února 2020 | Kvalifikační kolo – 7. a 8. února 2020 | Kvalifikační kolo – 7. a 8. února 2020 | Kvalifikační kolo – 7. a 8. února 2020 |
| Domácí                                 | výsledek                               | hosté                                  | místo konání                           | areál / hala                           | povrch                                 | zdroj                                  |
| -------------------------------------- | -------------------------------------- | -------------------------------------- | -------------------------------------- | -------------------------------------- | -------------------------------------- | -------------------------------------- |
| Spojené státy [1]                      | 3–2                                    | Lotyšsko                               | Everett                                | Angel of the Winds Arena               | tvrdý (h)                              | [ 14 ]                                 |
| Nizozemsko                             | 2–3                                    | Bělorusko [2]                          | Haag                                   | Sportcampus Zuiderpark                 | antuka (h)                             | [ 15 ]                                 |
| Rumunsko [3]                           | 2–3                                    | Rusko                                  | Kluž                                   | BT Arena                               | tvrdý (h)                              | [ 16 ]                                 |
| Brazílie                               | 0–4                                    | Německo [4]                            | Florianópolis                          | Costão do Santinho Resort              | antuka                                 | [ 17 ]                                 |
| Španělsko [5]                          | 3–1                                    | Japonsko                               | Cartagena                              | Centro de Tenis La Manga Club          | antuka                                 | [ 18 ]                                 |
| Švýcarsko [6]                          | 3–1                                    | Kanada                                 | Biel/Bienne                            | Swiss Tennis Arena                     | tvrdý (h)                              | [ 19 ]                                 |
| Belgie [7]                             | 3–1                                    | Kazachstán                             | Kortrijk                               | SC Lange Munte                         | tvrdý (h)                              | [ 20 ]                                 |
| Slovensko                              | 3–1                                    | Velká Británie [8]                     | Bratislava                             | AXA Aréna NTC                          | antuka (h)                             | [ 21 ]                                 |

## Baráž
Do baráže hrané mezi 16. a 17. dubnem 2021 nastoupilo šestnáct družstev, které vytvořily osm párů. Jednotlivé dvojice odehrály dvoudenní vzájemná mezistátní utkání ve formátu na tři vítězné body (čtyři dvouhry a čtyřhra). Jeden z členů dvojice hostil duel na domácí půdě. Vítězové postoupili do kvalifikačního kola 2022 a poražení sestoupili do 1. skupin tří kontinentálních zón.
Původní termín mezi 17. a 18. dubnem 2020 byl v březnu téhož roku zrušen.
Baráže se zúčastnilo šestnáct týmů:
- 8 poražených týmů z kvalifikačního kola 2020
- 8 vítězných týmů z baráží 1. skupin kontinentálních zón 2020

Nasazené týmy
- Brazílie
- Japonsko
- Kanada
- Kazachstán
- Lotyšsko
- Nizozemsko
- Rumunsko
- Velká Británie

Nenasazené týmy
- Argentina
- Čína
- Indie
- Itálie
- Mexiko
- Polsko
- Srbsko
- Ukrajina

| Baráž – 16. a 17. dubna 2021 | Baráž – 16. a 17. dubna 2021 | Baráž – 16. a 17. dubna 2021 | Baráž – 16. a 17. dubna 2021 | Baráž – 16. a 17. dubna 2021     | Baráž – 16. a 17. dubna 2021 | Baráž – 16. a 17. dubna 2021 |
| Domácí                       | výsledek                     | hosté                        | místo konání                 | areál / hala                     | povrch                       |                              |
| ---------------------------- | ---------------------------- | ---------------------------- | ---------------------------- | -------------------------------- | ---------------------------- | ---------------------------- |
| Polsko                       | 3–2                          | Brazílie                     | Bytom                        | Hala na Skarpie                  | tvrdý (h)                    |                              |
| Velká Británie               | 3–1                          | Mexiko                       | Londýn                       | Národní tenisové centrum         | tvrdý (h)                    |                              |
| Srbsko                       | 0–4                          | Kanada                       | Kraljevo                     | Sportovní hala Kraljevo          | tvrdý (h)                    |                              |
| Lotyšsko                     | 3–1                          | Indie                        | Jūrmala                      | Národní tenisové centrum Lielupe | tvrdý (h)                    |                              |
| Ukrajina                     | 4–0                          | Japonsko                     | Čornomorsk                   | Elite Tennis Club                | antuka                       |                              |
| Rumunsko                     | 1–3                          | Itálie                       | Kluž                         | BTarena                          | tvrdý (h)                    |                              |
| Argentina                    | 2–3                          | Kazachstán                   | Córdoba                      | Córdoba Lawn Tennis Club         | antuka                       |                              |
| Nizozemsko                   | 3–2                          | Čína                         | 's-Hertogenbosch             | Maaspoort                        | antuka (h)                   |                              |

## Americká zóna

### I. skupina
- Místo konání: Club Palestino, Santiago, Chile (antuka, venku)
- Datum: 5.–8. února 2020

Blok A
- Paraguay
- Kolumbie
- Venezuela

Blok B
- Argentina
- Chile
- Mexiko
- Peru

Výsledek
Podrobnější informace naleznete v článkové sekci Baráž I. skupiny.
- Argentina a Mexiko postoupily do baráže 2021
- Peru a Venezuela sestoupily do II. skupiny Americké zóny pro rok 2022

### II. skupina
- Místo konání: Centro de Alto Rendimiento Fred Maduro, Panamá, Panama (antuka, venku)
- Místo konání: Club de Tenis La Paz, La Paz, Bolívie (antuka, venku)
- Datum: 23.–26. června 2021 (Panamá) a 27–30. října 2021 (La Paz)[2]

| Blok A (Panamá) - Bahamy - Kostarika - Uruguay | Blok B (Panamá) - Kuba - Ekvádor - Salvador - Panama |

| Blok A (La Paz) - Dominikánská republika - Guatemala - Jamajka | Blok B (La Paz) - Barbados - Bolívie - Honduras - Portoriko |

Výsledek
Podrobnější informace naleznete v článkové sekci Baráž II. skupiny.
- Guatemala a Ekvádor postoupily do I. skupiny Americké zóny pro rok 2022.

## Zóna Asie a Oceánie

### I. skupina
- Místo konání: Aviation Club Tennis Centre, Dubaj, Spojené arabské emiráty (tvrdý, venku)
- Datum: 3.–7. března 2020

Blok A
- Čína
- Tchaj-wan
- Indie
- Indonésie
- Jižní Korea
- Uzbekistán

Výsledek
- Čína a Indie postoupily do baráže 2021
- Tchaj-wan sestoupil do I. skupiny zóny Asie a Oceánie pro rok 2022

### II. skupina
- Místo konání: Renouf Tennis Centre, Wellington, Nový Zéland (tvrdý, venku)
- Místo konání: Sri Lanka Tennis Association Complex, Kolombo, Srí Lanka (antuka, venku)
- Datum: 4.–8. února 2020 (Wellington)[2]

Kvůli omezením plynoucím z koronavirové pandemie byla srílanská podskupina zrušena. Výbor Billie Jean King Cupu rozhodl, že se již neuskuteční v náhradním termínu ani lokalitě. Sedm účastníků Hongkong, Írán, Malajsie, Omán, Srí Lanka, Tádžikistán a Vietnam tak setrvalo ve II. skupině asijsko-oceánské zóny pro rok 2022. 
| Blok A (Wellington) - Mongolsko - Nový Zéland - Pákistán - Singapur | Blok B (Wellington) - Guam - Filipíny - Thajsko - Turkmenistán |

| Zbylé týmy - Hongkong - Írán - Malajsie - Omán | Zbylé týmy - Srí Lanka - Tádžikistán - Vietnam |

Výsledek
Podrobnější informace naleznete v článkové sekci Baráž II. skupiny.
- Nový Zéland postoupil do I. skupiny zóny Asie a Oceánie pro rok 2022

## Zóna Evropy a Afriky

### I. skupina
- Místo konání: Tallinské tenisové centrum, Tallinn, Estonsko (tvrdý, hala) a Centre National de Tennis, Esch-sur-Alzette, Lucembursko (tvrdý, hala)
- Datum: 5.–8. února 2020

Blok A (Tallinn)
- Bulharsko
- Chorvatsko
- Ukrajina

Blok B (Tallinn)
- Rakousko
- Estonsko
- Řecko
- Itálie

Blok A (Esch-sur-Alzett)
- Lucembursko
- Srbsko
- Švédsko

Blok B (Esch-sur-Alzett)
- Polsko
- Slovinsko
- Turecko

Výsledek
Podrobnější informace naleznete v článkové sekci Baráž I. skupiny.
- Ukrajina, Itálie, Srbsko a Polsko postoupily do baráže 2021
- Lucembursko a Řecko sestoupily do II. skupiny zóny Evropy a Afriky pro rok 2022

### II. skupina
- Místo konání: Tenisové centrum Tali, Helsinky, Finsko (tvrdý, hala)
- Datum: 4.–7. února 2020

Blok A
- Gruzie
- Izrael
- Moldavsko
- Tunisko

Blok B
- Dánsko
- Egypt
- Finsko
- Portugalsko

Výsledek
Podrobnější informace naleznete v článkové sekci Baráž II. skupiny.
- Dánsko a Gruzie postoupily do I. skupiny zóny Evropy a Afriky pro rok 2022
- Moldavsko a Portugalsko sestoupily do III. skupiny zóny Evropy a Afriky pro rok 2022

### III. skupina
- Místo konání:  SEB Arena, Vilnius, Litva (tvrdý, hala)
- Datum: 15.–19. června 2021

| Blok A - Albánie - Severní Makedonie - Norsko | Blok B - Bosna a Hercegovina - Kypr - Rwanda |

| Blok C - Kosovo - Litva - Nigérie | Blok D - Arménie - Ghana - Island - Irsko |

| Blok E - Alžírsko - Keňa - Malta - Zimbabwe | Blok F - Ázerbájdžán - Černá Hora - Namibie - Jižní Afrika |

Výsledek
Podrobnější informace naleznete v článkové sekci Baráže III. skupiny.
- Litva a Norsko postoupily do II. skupiny zóny Evropy a Afriky pro rok 2022